# Victoria Baranova
Pour les articles homonymes, voir Baranova.
Victoria Baranova, née le 6 février 1990 à Joukovski, est une coureuse cycliste russe. Spécialisée dans les épreuves de vitesse et de keirin sur piste, elle a été en catégorie juniors championne du monde de keirin en 2007 et championne d'Europe de la vitesse individuelle en 2008, puis, en catégorie espoirs, championne d'Europe du keirin et de la vitesse individuelle en 2011. En août 2012, elle est écartée des Jeux olympiques de Londres en raison d'un contrôle positif à la testostérone, réalisé le mois précédent.

## Palmarès

### Championnats du monde
- Aguascalientes 2007
  -  Championne du monde de keirin juniors
  -  Médaillée de bronze de la vitesse par équipes juniors
- Le Cap 2008
  -  Médaillée d'argent du 500 mètres juniors
  -  Médaillée de bronze de la vitesse individuelle juniors
  -  Médaillée de bronze de la vitesse par équipes juniors
- Copenhague 2010
  - 7e de la vitesse individuelle
  - 8e de la vitesse par équipes
  - 19e du keirin
- Apeldoorn 2011
  - 9e de la vitesse par équipes
  - 19e de la vitesse individuelle
- Melbourne 2012
  - 6e de la vitesse par équipes
  - 17e du keirin

### Coupe du monde
- 2008-2009
  - 3e de la vitesse par équipes à Manchester
- 2009-2010
  - 3e de la vitesse par équipes à Cali
- 2011-2012
  - 3e de la vitesse à Cali
  - 3e de la vitesse par équipes à Cali

### Championnats d'Europe
| Juniors et espoirs - Cottbus 2007 - Médaillée d'argent de vitesse individuelle juniors - Médaillée de bronze du 500 mètres juniors - Pruszkow 2008 - Championne d'Europe de vitesse individuelle juniors - Médaillée d'argent du 500 mètres juniors - Médaillée de bronze de la vitesse par équipes juniors - Minsk 2009 - Médaillée d'argent de la vitesse par équipes espoirs - Saint-Pétersbourg 2010 - Médaillée de bronze de la vitesse par équipes espoirs - Anadia 2011 - Championne d'Europe de vitesse individuelle espoirs - Championne d'Europe du keirin espoirs - Médaillée de bronze du 500 mètres espoirs - Anadia 2012 - Championne d'Europe du keirin espoirs - Championne d'Europe de vitesse individuelle espoirs - Championne d'Europe de vitesse par équipes espoirs (avec Anastasiia Voinova) | Élites - Apeldoorn 2011 - Médaillée de bronze de la vitesse individuelle |

### Championnats nationaux
- 2008
  -  Championne de Russie du 500 mètres
- 2009
  -  Championne de Russie du 500 mètres
- 2010
  -  Championne de Russie de vitesse individuelle
- 2011
  -  Championne de Russie du keirin